# 14 Karat Soul
14 Karat Soul là một nhóm nhạc a cappella đến từ East Orange, New Jersey. Họ bắt đầu sự nghiệp của mình vào những năm 1980. 14 Karat Soul ban đầu là một nhóm nhạc chỉ chơi nhạc doo-wop, nhưng sau đó đã phân nhánh sang các thể loại khác. Họ được giới thiệu trong phim ngắn Sister Suzie Cinema của Mabou Mines năm 1980, một vở opera dài 20 phút của Bob Telson và Lee Breuer. 14 Karat Soul cũng xuất hiện trên Sesame Street và Between the Lions.

## Danh sách đĩa nhạc
Đĩa hát của 14 Karat Soul bao gồm một số album và bộ sưu tập trên Pony Canyon dành cho thị trường Nhật Bản, nơi nhóm được biết đến qua nhiều quảng cáo trên truyền hình Nhật Bản.
- Lovers' Fantasy
- Sister Suzie Cinema & The Gospel at Colonus (với Ben Halley Jr.)
- Have Fun Tonight
- Too Young: 14 Greatest Ballads
- Take Me Back
- On The Road Again
- Ole Skool Soul
- Songs From The Heart
- The Girl in White
- Transpacific
- Get Back In Love
- That's Doo-Wop Acappella
- In Love With You
- 14 Karat Soul Sings Disney
- Mo' Disney, Mo' 14 Karat Soul
- Imagine
- Sesame Street Sing-Along Travel Songs